# Rebecca Ferguson
Rebecca Louisa Ferguson Sundström (Estocolmo, 19 de outubro de 1983) é uma atriz sueca. Ela começou sua carreira de atriz com a novela sueca Nya tider (1999-2000) e, posteriormente, estrelou o filme slasher Drowning Ghost (2004). A atriz continuou a ter pequenas participações em produções de cinema e televisão suecas nos anos seguintes.
Ferguson ganhou destaque internacional com sua interpretação como Isabel Woodville na minissérie britânica The White Queen (2013), pela qual recebeu elogios da crítica e foi indicada ao Globo de Ouro de Melhor Atriz em Minissérie ou Filme de Televisão, e por suas participações como a agente secreta Ilsa Faust nos filmes de ação e espionagem Mission: Impossible – Rogue Nation (2015) e Mission: Impossible – Fallout (2018).
Em 2016, a atriz participou dos filmes Florence Foster Jenkins e The Girl on the Train; em seguida, estrelou como Jenny Lind em The Greatest Showman e Miranda North em Life (ambos em 2017), Riza Stavros em Men in Black: International e Rose the Hat no filme de terror Doctor Sleep (ambos de 2019). Ela também interpretou Lady Jessica no filme Dune (2021).

## Vida pessoal
Em 2007, Ferguson deu à luz seu primeiro filho, Isac Hallberg, com o então namorado Ludwig Hallberg. Em 22 de maio de 2018, Ferguson deu à luz uma menina.

## Filmografia

### Cinema
| Título                             | Ano  | Papel               | Notas          |
| ---------------------------------- | ---- | ------------------- | -------------- |
| Strandvaskaren                     | 2004 | Amanda              |                |
| Plus                               | 2008 |                     | Curta-metragem |
| Irresistible                       | 2009 | Woman               | Curta-metragem |
| Flyga, inte dala                   | 2009 |                     | Curta-metragem |
| Lennart                            | 2009 |                     | Curta-metragem |
| Arkiv                              | 2010 |                     | Curta-metragem |
| A One-Way Trip to Antibes          | 2011 | Maria               |                |
| Vi                                 | 2012 | Linda               |                |
| Cold Night                         | 2013 |                     |                |
| Hércules                           | 2014 | Ergenia             |                |
| Mission: Impossible – Rogue Nation | 2015 | Ilsa Faust          |                |
| Despite the Falling Snow           | 2016 | Katya / Lauren      |                |
| Florence: Quem é Essa Mulher?      | 2016 | Kathleen Weatherley |                |
| A Garota no Trem                   | 2016 | Anna Watson         |                |
| Life                               | 2017 | Miranda North       |                |
| The Snowman                        | 2017 | Katrine Bratt       |                |
| The Greatest Showman               | 2017 | Jenny Lind          |                |
| Mission: Impossible – Fallout      | 2018 | Ilsa Faust          |                |
| The Kid Who Would Be King          | 2019 | Morgana             |                |
| Men in Black International         | 2019 | Riza Stavros        |                |
| Doctor Sleep                       | 2019 | Rose "Cartola"      |                |
| Cold Night                         | 2020 |                     |                |
| Reminiscence                       | 2021 | Mae                 |                |
| Dune                               | 2021 | Lady Jessica        |                |
| Mission: Impossible 7              | 2023 | Ilsa Faust          |                |

## Televisão
| Título                    | Ano       | Papel               | Notas                              |
| ------------------------- | --------- | ------------------- | ---------------------------------- |
| Nya tider                 | 1999–2001 | Anna Gripenhielm    | 54 episódios                       |
| Ocean Ave.                | 2002      | Chrissy Eriksson    | Episódio: "#1.5"                   |
| Wallander                 | 2008      | Louise Fredman      | Episódio: "Sidetracked"            |
| The Vatican               | 2013      | Olivia Borghese     | TV filme                           |
| The Inspector and The Sea | 2013      | Jasmine Larsson     | Episódio: "Der Wolf im Schafspelz" |
| The White Queen           | 2013      | Elizabeth Woodville | 10 episódios                       |
| The Red Tent              | 2014      | Dinah               |                                    |
| Silo                      | 2023      | Juliette Nichols    | Protagonista                       |

## Prêmios e indicações
| Ano  | Prêmio                                | Categoria                                        | Trabalho                           | Resultado          | Referências |
| ---- | ------------------------------------- | ------------------------------------------------ | ---------------------------------- | ------------------ | ----------- |
| 2011 | Stockholm International Film Festival | Prêmio Estrela em Ascensão                       | A One-way Trip to Antibes          | Indicado           | [ 4 ]       |
| 2013 | Stockholm International Film Festival | Prêmio Estrela em Ascensão                       | VI                                 | Indicado           | [ 5 ]       |
| 2014 | Globo de Ouro                         | Melhor Atriz em Minissérie ou Filme de Televisão | The White Queen                    | Indicado           | [ 6 ]       |
| 2015 | Hamptons International Film Festival  | Revelação                                        | Mission: Impossible – Rogue Nation | Venceu             | [ 7 ]       |
| 2016 | Buffalo International Film Festival   | Melhor Atriz em Papel Principal                  | Despite the Falling Snow           | Venceu             | [ 8 ]       |
| 2016 | California Independent Film Festival  | Melhor Atriz                                     | Despite the Falling Snow           | Venceu             | [ 9 ]       |
| 2016 | Prague Independent Film Festival      | Melhor Atriz                                     | Despite the Falling Snow           | Venceu             | [ 10 ]      |
| 2016 | Prêmios Critics' Choice Movie         | Melhor Atriz em Filme de Ação                    | Mission: Impossible – Rogue Nation | Indicado           | [ 11 ]      |
| 2016 | Prêmios Empire                        | Melhor Novata Feminina                           | Mission: Impossible – Rogue Nation | Indicado           | [ 12 ]      |
| 2016 | Online Film & Television Association  | Melhor Desempenho Revelação: Feminino            | Mission: Impossible – Rogue Nation | Indicado           | [ 13 ]      |
| 2019 | Fright Meter Awards                   | Melhor Atriz Coadjuvante                         | Doctor Sleep                       | Venceu             | [ 14 ]      |
| 2019 | Seattle Film Critics Society          | Vilã(o) do Ano                                   | Doctor Sleep                       | Indicado           | [ 15 ]      |
| 2019 | Utah Film Critics Association         | Melhor Atriz Coadjuvante                         | Doctor Sleep                       | Venceu (2.º lugar) | [ 16 ]      |
| 2019 | Women Film Critics Circle             | Melhor Atriz                                     | Doctor Sleep                       | Indicado           | [ 17 ]      |
| 2020 | Fangoria Chainsaw Awards              | Melhor Atriz Coadjuvante                         | Doctor Sleep                       | Venceu             | [ 18 ]      |
| 2021 | Prêmio Saturno                        | Melhor Atriz                                     | Doctor Sleep                       | Pendente           | [ 19 ]      |